# Kumbornia
Kumbornia is een geslacht van kevers uit de familie bladkevers (Chrysomelidae).
De wetenschappelijke naam van het geslacht werd in 2006 gepubliceerd door Mohamesaid.

## Soorten
- Kumbornia tuberculata Mohamesaid, 2006